# Zsurlók
A zsurlók (Equisetopsida) a harasztok törzsének egy osztálya. Egyetlen ma élő rend, a valódi zsurlók (Equisetales), azon belül egyetlen ma élő család, a  zsurlófélék (Equisetaceae) és egyetlen, mintegy 20 fajt számláló nemzetség, az Equisetum tartozik ide.
Magyar elnevezésük egykori felhasználásukkal függ össze, a sejtfalak magas kovaanyag-tartalmától érdes szárakat súrolásra, fémek finom csiszolására használták.[forrás?] Magyarországon az Equisetum nemzetségnek 8 faja él.

## Evolúciójuk
Legkorábbi előfordulásuk a devon időszakra tehető, fejlődésük csúcspontját úgy változatosságban, mint elterjedtségben a karbonban érték el, amikor fatermetű képviselőik erdőket alkottak. A három kihalt rendet csak fosszilis maradványok alapján ismerjük. Egyes szerzők az őszsurlók egy részét Pseudoborniales néven külön rendnek tekintik. Bizonyos rendszerezések a zsurlófákat nem tekintik önálló rendnek, hanem a valódi zsurlók rendjébe sorolják őket.

## Jellemzőik

### A vegetatív szervek
Villás elágazás csak az egyes primitív kihalt alakoknál figyelhető meg. A zsurlók nagy része monopodális hajtásrendszerű. A hajtástengely szerkezete rendenként változó, de mindig egy erőteljes, kúszó, földalatti rizómából ered. A legfejlettebb alakoknál (Calamites) már másodlagos vastagodású, fejlett héjkérgű törzs van. A primitívebb alakoknál kevésbé differenciálódott protosztéle van. A szár hosszában feltűnően barázdás, ill. bordás. Ez szoros kapcsolatban van az örvös elágazásrendszerrel, mely alapvetően meghatározza a zsurlók külső alakját, kinézetét. A szárcsomókon fejlődő oldalágak örvei között hosszúra nyúlt internódiumok vannak, így a szár mintegy ízelt (innen a csoport régi neve: Articulatae). Kétféle levéltípusuk van: a mikrofillum (ez nem homológ a korpafüvek mikrofillumával, azaz konvergens sajátosságról van szó) és a makrofillum. Az élő alakoknál csak az előbbi van meg, az utóbbit csak a kihalt éklevelű őszsurlóknál (Sphenophyllales) találjuk meg.

### Szaporodásuk
Nincsenek tipikus sporofillumok, hanem erősen módosult sporangiumtartók (sporangiophorum), melyek együtt sprórtermő füzért alkotnak a hajtáscsúcsokon. A kihalt alakoknál a sporangiofórumok között kisebb-nagyobb murvalevelek (bractea) voltak, és ezek hónaljában fejlődtek a sporangiumtartók. Ez a mai zsurlóknál már hiányzik. A ma élő zsurlók izospórásak, a hím és női ivarszerv is ugyanazon az előtelepen fejlődik, de időben elkülönülnek egymástól (ezért régebben homoiospórásoknak hitték őket). A kihaltak között heterospórásak is voltak (például zsurlófák). Ezek a karbon korban olyan fejlettséget értek el, hogy magot termő alakjaik is voltak (Calamospermae, Calamocarpon), bár ezek fejletlenebbeknek tekinthetők, mint a pikkelyfák magvai. A spóra külső fala 4 szalagszerű repítőképletre szakad szét. Ilyet a harasztoknál sehol sem találunk, és valószínűleg csak az Equisetales rendre jellemző. A kihaltakról nem tudjuk, viseltek-e ilyet.

## Kárpát-medencei fajok
- Mezei zsurló (Equisetum arvense)
- Iszapzsurló (Equisetum fluviatile)
- Téli zsurló (Equisetum hyemale)
- Mocsári zsurló (Equisetum palustre)
- Hosszú zsurló (Equisetum ramosissimum)
- Erdei zsurló (Equisetum sylvaticum)
- Óriás zsurló (Equisetum telmateia)
- Tarka zsurló (Equisetum variegatum)
- Moore-zsurló (Equisetum × moorei)